# Mirogoj
Mirogoj je središnje zagrebačko groblje, smješteno na obroncima Medvednice. Smatra se jednim od najljepših groblja u Europi. Međutim, Mirogoj je također predivan park i umjetnička galerija na otvorenom. Zbog velikog broja sahranjenih znamenitih osoba Mirogoj se naziva hrvatskim Panteonom.

## Historicizam i Herman Bollé u Hrvatskoj
"Za historicizam se obično kaže da je doba bez izvornog stila, koje posuđuje odasvud, pretežito iz prošlosti." Taj stil, potican politikom obnoviteljskog i utemeljiteljskog doba te nošen krilima romantičarskog promišljanja prošlosti, bio je u kasnijim razdobljima kritiziran i devaloriziran kao malo koji drugi.
Velikim dijelom dvadesetog stoljeća novoizgrađeni historicistički objekti prozivani su bezličnim imitacijama, a još više zgražanja izazvale su brojne restauracije 19. stoljeća koje su, slijedeći ideju o jedinstvenosti stila, nepovratno izbrisale neke povijesne slojeve. Tom romantičnom zahtjevu, čiji je glavni zastupnik Viollet-le-Duc, priklonio se i najznačajniji arhitekt historicizma u Hrvatskoj – Herman Bollé. Željka Čorak upozorava nas devedesetih godina prošlog stoljeća kako smo "predugo odlagali trostruko prisvajanje: jednoga graditelja i njegova opusa, jednoga temeljnog dijela zagrebačkog urbanog teksta, i napokon jednoga poglavlja povijesti umjetnosti – koje se zove historicizam." Historicizam je, a s njim i Bolle, dugo čekao ponovnu valorizaciju. Herman Bollé jedan je od najplodnijih arhitekata koji su djelovali na području Hrvatske. Međutim, već spomenuta devalorizacija historicizma, kao i činjenica da je Bollé uživao povjerenje vlade i dobivao brojne javne narudžbe, prouzročila je netrpeljivosti i nepravedne ocjene njegova rada. Većina Bolléovih gradnji i restauracija bile su tijekom vremena kritizirane i omalovažavane. To, međutim, nije slučaj s Mirogojem. "Bolléov Mirogoj nikada nije bio žučljivo pitanje i predmet polemika niti stručne niti šire javnosti.

## Osnivanje i pripreme za gradnju Mirogoja
Šezdesetih godina 19. stoljeća zagrebačka su gradska groblja bila prenapučena i postalo je neophodno pronaći i osmisliti prostor za novo gradsko groblje. Gradska je općina 1872. godine dogovorila s Nadbiskupijom zatvaranje nekoliko manjih groblja, koja su svoju imovinu predala za kupnju novoga zemljišta za novo skupno groblje. Tako je gradska općina stekla uvjete za kupnju zemljišta na dražbi imanja Ljudevita Gaja 1873. godine. Može se smatrati da je tada osnovan zagrebački Mirogoj, iako je službeno otvorenje groblja bilo 6. studenoga 1876. godine. Sredinom 19. stoljeća groblja su bila zasebna, raspršena, vezana uz pojedine vjere i župe, a sada je odlučeno da će se graditi jedinstveno centralno groblje za sve vjeroispovijesti. Za razliku od starih zagrebačkih groblja, koja su bila u vlasništvu crkava, vlasnikom Mirogoja postala je gradska općina. Ubrzo nakon otvorenja Mirogoj je dobio Statut skupnog groblja, koji ga označuje kao opće skupno groblje za pripadnike svih vjeroispovijesti. Nadalje, ističe se da se "svakoj vjeroispovijesti dodjeljuje poseban prostor, primjeren broju njezinih sljedbenika." te da sljedbenici svih vjeroispovijesti imaju glede groblja jednaka prava i dužnosti. U Statutu se spominje i prostorna organizacija groblja – sastojalo se od vanjskog i unutarnjeg dijela, koji su zajedno činili cjelinu. Vanjski dio je uređen kao engleski park bez grobnih mjesta, a unutarnji je namijenjen pokapanju mrtvih. "Unutarnji (se) odjel odjeljuje od vanjskoga naprama zapadu u cijeloj dužini velelijepom zgradom koja ima sastojati se iz grobnica pod arkadama, iz portala i iz crkava za razne vjerske obrede." Groblje je prema vjeroispovijesti bilo podijeljeno na četiri dijela: za pokapanje sljedbenika katoličke, pravoslavne, protestantske i židovske vjeroispovijesti. Između pojedinih vjerskih groblja nije bilo dopušteno podizanje ograda.

## Arhitektonsko-urbanistička koncepcija
Nakon što je Mirogoj dobio svoj Statut kao gradski komunalni objekt, počelo se razmišljati i o uređenju samog groblja koje je povjereno Hermanu Bolléu. Bollé je iskoristio pruženu mu priliku, zamislio i velikim dijelom realizirao vrhunski arhitektonsko-urbanističko-skulpturalni kompleks jasne kreativne koncepcije koji će, građen desetljećima, postati spomenik mrtvima i živima za nadolazeća stoljeća. Postat će i ostati spomenik svom tvorcu, velikom i često osporavanom arhitektu, kao njegovo jedino nikad osporavano djelo. Bolléova početna ideja bila je cijelo groblje okružiti arkadama i paviljonima, s grobnom kapelom na centralnom ulazu. Ta prvotna zamisao nije provedena u potpunosti iz raznih razloga od kojih je glavni bio financijske prirode. Groblje je, kao i Zagreb, nastavilo rasti (1880. Zagreb je imao samo 30.000 stanovnika) – Bolleove arkade nisu nikad uspjele okružiti groblje nego su ostale zid-portal između svijeta živih i mrtvih. Bollé je i sam tijekom vremena mijenjao svoje nacrte, ali nije odstupao od osnovne koncepcije. Sve arkade i paviljoni izgrađeni su točno prema Bolléovim nacrtima, pa i oni građeni nakon njegove smrti. Kompleks Mirogoj najveći je i najvrjedniji spomenik zagrebačke arhitekture devetnaestoga stoljeća. Stilski sasvim u duhu svog vremena, Mirogoj je spomenik visokog i kasnog historicizma. Kao uzor poslužila su talijanska renesansna groblja. Izbor renesanse – odnosno neorenesanse – kao stila uobičajena je praksa kada je riječ o grobljima, jer je jasnoća i čistoća renesanse izrazito pogodna za grobnu arhitekturu. Oslanjanje na renesansu vidljivo je u arhitektonskom oblikovanju, ali i u odabiru i načinu korištenja materijala. Glavni materijal je opeka, a podnožja, vijenci i neki elementi arhitektonske plastike izvedeni su u kamenu. Sve su kupole prekrivene bakrenim limom. Važno je naglasiti da je Bollé posegnuo za vrlo suvremenim, tada posve novim konstrukcijama – za čelikom i armiranim betonom.

### Arkade
Gradnja arkada započela je samo tri godine nakon otvaranja Mirogoja – 1879., a trajala je trideset i osam godina, do 1917. godine. Izvedene su samo na zapadnoj strani – južno od glavnog ulaza sagrađeno je osam paviljona, sjeverno od ulaza četiri. Nakon četvrtog paviljona izgrađen je prolaz, a zatim slijede male arkade koje lučno zavijaju prema istoku, a sastoje se od šest paviljona.
Arkade su građene po uzoru na talijanska renesansna groblja. Zajedno s paviljonima orijentirane su i otvorene samo prema gradu mrtvih, prema groblju, dok su prema gradu živih zatvorene i oblikovane kao plitko raščlanjeni puni zid s akcentima kupola. Tako je ostvaren snažan i dojmljiv kontrast: vanjska zatvorenost, gotovo odbojnost i dojam tvrđave – nasuprot svjetle prozračnosti unutrašnjosti koja upravo zove na šetnju i razgledanje. Paviljoni velikih arkada koncipirani su kao centralne građevine kvadratne osnove s kupolom na tamburu. Arkade se sastoje od stupova i arhivolta, a nadsvođene su plitkim križnim svodovima. Pročelje s unutrašnje strane groblja završava vijencem iznad kojeg je balustrada, a vanjsko je pročelje riješeno odgovarajućim pilastrima, vijencem i balustradom. Nagib terena diktira postepeno uzdizanje arkada od juga prema sjeveru, što je riješeno stubama na prijelazu iz arkada u paviljone. Nacrte za male, jeftinije i manje reprezentativne arkade zatražilo je Gradsko poglavarstvo od Bolléa 1896. godine. Bollé radi nove nacrte i izvodi male arkade od 1899. do 1910. godine. Paviljoni malih arkada svođeni su plitkim kupolastim svodovima na pandantivima (bez tambura) s kapom od bakrenog lima. Male se arkade sastoje od arhivolta i dvostrukih stupova, zasvođene su plitkim kupolastim svodom, a završavaju vijencem. Arkade su popločane raznobojnim kamenim pločama, a na zidovima i svodovima jednostavno dekorativno slikarstvo naglašava elemente arhitekturalne plastike, sve u zemljanim tonovima. Bolléova mirogojska gradnja rano je doživjela jednu tešku kušnju. Godine 1880. Zagreb je pogodio snažan potres, koji je oštetio više od 1700 građevina, međutim, arkade nisu pretrpjele niti najmanje oštećenje. Bio je to dodatni dokaz kvalitete Bolléovog projekta i izvedbe.

### Mrtvačnica
Gradsko je poglavarstvo 1884. godine odlučilo sagraditi mrtvačnicu. Iste je godine Bollé izradio nacrte, a gradnja je dovršena 1886. godine. Mrtvačnica je smještena izvan arkada, u odvojenom šumarku stare šume, sjeverozapadno od glavnog ulaza u groblje. Bollé ju je projektirao kao samostalni objekt, oblikovno u skladu s arkadama. Arhitektonski izraz zgrade mrtvačnice nešto je jednostavniji i skromniji od arkada i crkve, odaje dojam smirenosti i nenametljivog dostojanstva. Tonovi sive boje u interijeru i trijemovima ipak nisu izvorni, nastali su kasnijom (neprimjerenom) intervencijom. Originalni tonalitet bio je više u skladu s opekom, boje su bile tople, 'zemljane', a stropovi su bili oslikani figurativno – što je ponovno vraćeno prilikom rekonstrukcije devedesetih godina (Arhitektonski atelijer Krznarić). 
U funkcionalnom smislu, koncepcija mrtvačnice izrazito je suvremena, a stilske karakteristike poklapaju se s Bolléovom interpretacijom neostilske arhitekture u ostalim mirogojskim gradnjama. I dalje je riječ o neorenesansi, arhitektonska plastika i roh bau gradnja ponavljaju oblikovanje arkada, a glavnu razliku predstavlja krovni pokrov – u polikromiranom crijepu očituje se invencija visokog historicizma.

### Pravoslavna kapela sv. Petra i Pavla
Glavna mirogojska os, odnosno glavna aleja vodi od ulaza i tada još neizgrađene Crkve Krista Kralja, preko Križa prema istoku. Kapela Sv. Petra i Pavla smještena je jugoistočno od ulaza, u osi četvrtog paviljona, jedno polje udaljena od arkada. Ova os je druga glavna os Mirogoja, na kraju aleje je polukružno organizirani dio groblja – u ovoj pomaknutoj simetriji možemo iščitati utjecaj modernih stremljenja. Pravoslavna kapela podignuta je 1891. godine, prema projektu Hermana Bolléa. Građevina je u potpunosti centralnog tlocrta, malih dimenzija, ali ipak monumentalna. Stilski je kapela tipično djelo Bolléova eklekticizma – možemo je opisati kao neobizantski ('pravoslavni') stil, koji se očituje u naglašenoj centralnosti i dominaciji kupole. Međutim, prije je to Bolléova slobodna interpretacija, nego čisti neobizantski stil.
Opremu kapele izradila je Obrtna škola – Ikonostas je oslikao Robert Auer, a klesarske radove izveo je Ignjat Franz.

### Kapela Krista Kralja
Posljednja u nizu velikih mirogojskih zdanja gradila se crkva Krista Kralja. Tek 1906. godine zatražilo je gradsko poglavarstvo od Bolléa nacrte za središnju kapelu. Bollé je prvo zamislio da kapela bude smještena na samom ulazu – između prva dva paviljona. Nacrti su prihvaćeni 1913. godine, ali uz promjenu smještaja kapele. Prihvaća se prijedlog da se kapela uvuče u prostor groblja, te Bollé nacrtu dodaje arkade u obliku potkove koje spajaju kapelu s postojećim arkadama i tako definira arhitektonsku cjelinu, a ispred kapele oblikuje unutarnji trg. Zbog nedostatka novca, kriznog stanja u Monarhiji i Prvoga svjetskoga rata, gradnja kapele počinje tek 1927. godine i izvodi se prema nacrtu Bolléa, koji je tada već mrtav. Dovršio ju je 1929. godine graditelj Rauscher. U suterenu crkve je kripta s grobnicama, a glavna razina crkve viša je oko dva metra od okolnog tla. Kapela je centralnog tlocrta s pročelnim trijemom i velikom apsidom na koju se, s istočne strane – odnosno prema groblju – nastavljaju sakristija i pomoćne prostorije. Središnji prostor kapele nadsvođen je visokim tamburom i kupolom na pandantivima. U četiri ugla smještena su zavojita stubišta, zaključena ugaonim tamburima i kupolama. Pročelje je oblikovano kao portik s četiri stupa koji nose arhitrav i timpanon. Izgradnjom Crkve Krista Kralja kao konačnog glavnog akcenta, zaokružena je Bolléova arhitektonska ideja velikog gradskog groblja, a crkva i iznutra i izvana dominira prostorom cjelokupnog Mirogoja.

## Hommage
"Mirogoj je ogroman kompleks velikih prostornih i likovnih vrijednosti, od njegova urbanističkog smještaja, cjelovite prostorne koncepcije, arhitektonskih objekata, arkada i crkve, te pojedinačnih građevina ili oblikovanja grobova, galerija skulpture mnoštva naših umjetnika, do profinjenog osjećaja za hortikulturalno oblikovanje ambijenta, te vrijednih prostornih odnosa s neposrednom i širom okolicom." Osim vrhunske arhitekture i galerije bezbrojnih vrijednih umjetničkih djela i radova Obrtne škole, Mirogoj je i spomenik tolerancije kakvim se može podičiti malo koji grad. Groblje je bilo skupno, podijeljeno prema vjeroispovijestima na ravnopravna polja sa zabranom gradnje ograda. Veličanstveni niz mirogojskih kupola koje se uzdižu nad gradom nosi ravnopravno religijska obilježja: katolički križ, pravoslavni križ, židovsku zvijezdu; a kupole se razlikuju i oblikom – katoličke su polukružne, a pravoslavne blago šiljaste. Odličan izbor lokacije doprinosi važnosti Mirogoja kao urbanog motiva – grad mrtvih smješten je nasuprot i iznad grada živih – grad mrtvih dominira nad gradom živih. Mirogoj je Bolléovo remek-djelo. Upravo zato, za razliku od većine njegovih projekata, vrijednost Mirogoja nikada nije bila stavljana pod upitnik. Bollé gradi u duhu svog vremena – historicistički i eklektički, međutim, čistoćom ploha i volumena te iskrenom i ekspresivnom upotrebom materijala, Mirogoj se doživljava gotovo kao moderna arhitektura. U slobodnoj i kreativnoj koncepciji, Bollé je uspio nadrasti vrijeme i stil.

## Znamenite osobe
Znamenite osobe pokopane na Mirogoju su:
- Vladimir Bakarić
- Anto Baković
- Zlatko Baloković
- Gjuro Basariček
- Nijaz Batlak
- Vladimir Becić
- Ena Begović
- Aleksa Benigar
- Mersad Berber
- Salamon Berger
- Tomislav Ivčić
- Mirko Bogović
- Hermann Bollé
- Ivana Brlić-Mažuranić
- Bruno Bušić
- Enver Čolaković
- Mustafa Ćatović
- Krešimir Ćosić
- Arsen Dedić
- Dimitrije Demetar
- Janko Drašković
- Rajko Dujmić
- Robert Frangeš-Mihanović
- Ljudevit Gaj
- Branko Gavella
- Siniša Glavašević
- Ivan Granđa
- Janko Gredelj
- Franjo Hanaman
- Pavao Hatz
- Oskar Herman
- Većeslav Holjevac
- Marija Jurić Zagorka
- Rade Končar
- Dragutin Gorjanović Kramberger
- Josip Kraš
- Miroslav Krleža
- Fran Kurelac
- Matko Laginja
- Ivana Lang
- Vatroslav Lisinski
- Matija Ljubek
- Vladko Maček
- Anđelka Martić
- Nikola Mašić
- Ivan Mažuranić
- Osman Muftić
- Edo Murtić
- Vladimir Nazor
- Đorđe Novković
- Rudolf Perešin
- Dražen Petrović
- Petar Preradović
- Franjo Rački
- Pavle Radić
- Stjepan Radić
- Aki Rahimovski
- Ivan Ribar
- Đuro Salaj
- Ivan Kukuljević Sakcinski
- Lavoslav Schwarz
- Dragutin Seljan
- August Šenoa
- Božidar Širola
- Danica Širola
- Stjepan Širola
- Antun Branko Šimić
- Bogoslav Šulek
- Gojko Šušak
- Ivo Tijardović
- Ivan Trnski
- Franjo Tuđman
- Stanko Vraz
- Bernard Vukas
- Ilija Živković – Čokić

## Umjetnički spomenici
Na groblju Mirogoj nalaze se i vrijedni spomenici sljedećih umjetnika:
- Antuna Augustinčića
- Slavomira Drinkovića
- Dušana Džamonje
- Roberta Frangeša-Mihanovića
- Đure Kavurića
- Ivana Meštrovića
- Ede Murtića
- Vanje Radauša
- Ivana Rendića
- Tome Rosandića
- Jurja Škarpe

## Vanjske poveznice
- Službena stranica Gradskih groblja Zagreb